# Eiko Kadono
Eiko Kadono (jap. 角野 栄子, Kadono Eiko; * 1. Januar 1935 in Tokio, Japan) ist eine japanische Kinderbuchautorin, die 2018 mit dem Hans Christian Andersen Preis ausgezeichnet wurde.

## Leben
Kadono studierte Englisch an der Waseda-Universität. Nach dem Studium, 1960, ging sie für zwei Jahre nach Brasilien und veröffentlichte über diesen Aufenthalt ihre ersten Kinderbücher. 1985 begann sie mit der Arbeit an dem Roman Kikis kleiner Lieferservice. Der Roman handelt von einer 13-jährigen Hexe, die ein Jahr in einer Stadt verbringen muss, um erste Erfahrungen und Abenteuer zu erleben. Dank der gleichnamigen Verfilmung von Hayao Miyazaki im Jahr 1989 wurde Kikis kleiner Lieferservice zu einem weltweiten Erfolg. Kadono schrieb aufgrund des Erfolges weitere fünf Bücher rund um Kiki. In Japan genießt Kiki einen ähnlich populären Status wie in Deutschland Bibi Blocksberg. 2014 erfolgte die Realverfilmung von Kikis kleiner Lieferservice.
Andere erfolgreiche Bücher Kadonos sind Nazonazo Asobi Uta (なぞなぞあそびうた), Zubon Senchō-san no Hanashi (ズボン船長さんの話) und Watashi no Mama wa Shizuka-san (わたしのママはしずかさん). Ihre Werke wurden unter anderem ins Englische, Französische, Koreanische, Italienische und Chinesische übersetzt.